# Audax Italiano "B"
Audax Club Sportivo Italiano “B” fue un equipo de fútbol chileno de la comuna de La Florida, filial de Audax Italiano de la Primera División de Chile. 
Fue fundado en el año 2011 y participó desde 2012 hasta la temporada 2013-2014 en el campeonato de Segunda División Profesional de Chile, correspondiente a la tercera categoría del fútbol chileno. Disputó sus encuentros de local en el Estadio Bicentenario de La Florida, mismo recinto en que el primer equipo juega sus partidos.

## Palmarés

### Torneos locales
- Subcampeón de Segunda División Profesional: (1) 2012

- Datos: Q8208954